# Bjuvs kommun
Bjuvs kommun är en kommun i nordvästra Skåne län. Centralort är Bjuv.
I kommunens område kan tre landskapstyper urskiljas – I nordöst en bokskogsbevuxen urbergshorst, i söder ett moränbacklandskap med mjuka kullar vilken i norr övergår i en flack lersedimentslätt. Historiskt har stenkolsbrytningen liksom tillverkningen av eldfast tegel varit viktiga för det lokala näringslivet. I början av 2020-talet domineras dock Bjuvs näringsliv av tillverknings- och byggindustrin.
Sedan kommunen bildades och fram till 2020 ökade befolkningen med ca 2500 personer. Kommunen har en tradition av rött styre, vilket efter valet 2014 övergick i regnbågskoalitioner. Sedan 2020 styrs dock kommunen av Moderaterna och Sverigedemokraterna.

## Administrativ historik
Kommunens område motsvarar socknarna: Bjuv, Ekeby, Norra Vram, Södra Vram samt Risekatslösa. I dessa socknar bildades vid kommunreformen 1862 landskommuner med motsvarande namn.
25 september 1891 inrättades Bjuvs municipalsamhälle som upplöstes när Bjuvs landskommun 1946 ombildades till Bjuvs köping. 
Vid kommunreformen 1952 bildades storkommunen Billesholm (av de tidigare kommunerna Risekatslösa, Södra Vram och en del av Norra Vram). Samtidigt uppgick den återstående delen av Norra Vrams landskommun i Bjuvs köping medan Ekeby landskommun förblev oförändrad.
Bjuvs kommun bildades vid kommunreformen 1971 av Bjuvs köping. 1974 införlivades Billesholms kommun och Ekeby kommun.
Kommunen ingår sedan bildandet i Helsingborgs domsaga.

## Geografi
Kommunen gränsar till Svalövs, Åstorps och Helsingborgs kommun.

### Topografi och hydrografi

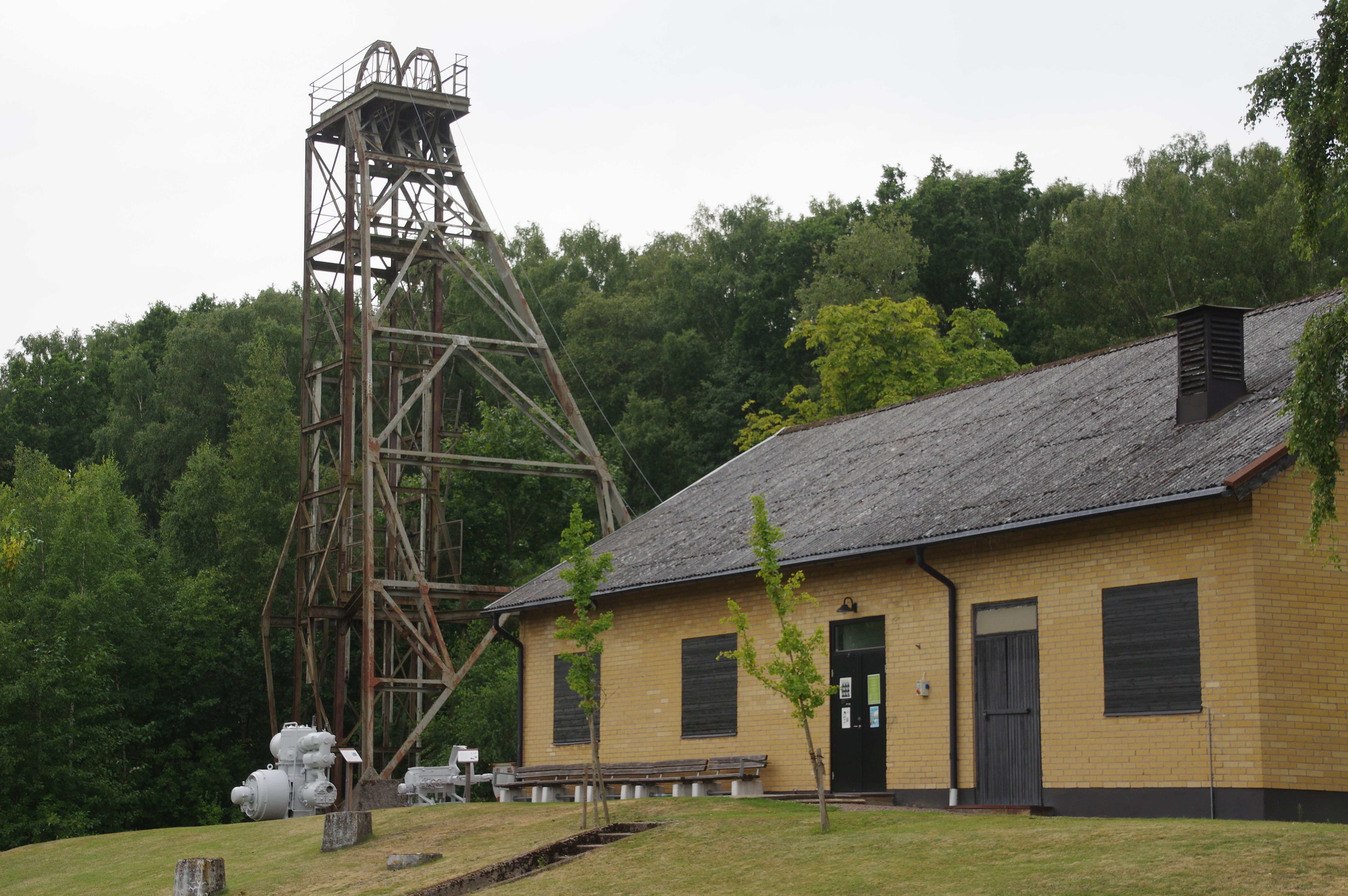
Bjuvs gruvmuseum, ett museum om gruvbrytningen i trakten.

I kommunens område kan tre landskapstyper urskiljas. I den nordöstra delen återfinns den bokskogsbevuxna urbergshorsten Söderåsen som når 150–180 meter över havet. I den södra delen finns ett moränbacklandskap med mjuka kullar vilken i norr, under 50-metersnivån, övergår i en flack lersedimentslätt. Från trakten av Höganäs ned genom Bjuv finns nordvästskånes stenkolsförande lager, vilket bildades i träsk och sankmarker för 100–180 miljoner år sedan under rät–lias. Stenkolet ligger ovan ett lager av sandsten, som i sin tur ligger ovanpå eldfast lera. Än äldre sandsten liksom  konglomerat bildade av vittringsprodukter under perm–trias, den så kallade Kågerödsformationen, återfinns i kommunens södra del. Begränsade rester från kambrium–silurtiden finns längs Söderåsens förkastningslinje. 60 procent av det öppna, uppodlade landskapet på morän- och sedimentslätten utgörs av spannmålsodling medan omkring 25 procent av åkermarken används för odling av specialgrödor som sockerbetor, oljeväxter och grönsaker. Därtill finns herrgårdslandskap med parker, dammar och alléer vid exempelvis slottet Vrams Gunnarstorp och godsen Boserup och Gedsholm. Moderna industrianläggningar, slagghögar och bebyggelsemiljöer från kolgruveepoken präglar tätorterna.
Nedan presenteras andelen av den totala ytan 2020 i kommunen jämfört med riket.
|  | Bebyggelse (12,1 %) |

|  | Skog (26,8 %) |

|  | Öppen myrmark (0,3 %) |

|  | Jordbruksmark (54,7 %) |

|  | Övrig mark (6,1 %) |

|  | Bebyggelse (3,1 %) |

|  | Skog (68,0 %) |

|  | Öppen myrmark (7,2 %) |

|  | Jordbruksmark (7,4 %) |

|  | Övrig mark (14,3 %) |

### Naturskydd
År 2022 fanns fyra naturreservat i Bjuvs kommun.
Det 234 hektar stora Hallabäckens dalgång löper även över till Svalövs kommun och går längs Hallabäckens dalgång, från Åvarp i nordväst till Stubbaröd i sydost. I reservatet finns en artrik flora som inkluderar 600 olika kärlväxter, däribland den ovanliga skogsveronikan och orkidéerna grönvit nattviol och sankt Pers nycklar.
Hjorthagen Wrams Gunnarstorp är 68 hektar stort och utgörs av en djurhage. Djurhagen omgärdas av en stenmur med anor från 1500-talet. Området har en parkliknande karaktär som en följd av dovhjortarnas långvariga bete.
År 1969 bildades det 45 hektar stora Åvarps naturreservat i syfte att skydda Söderåsens skogbeklädda sydvästsluttning. I reservatet växer ädellövskog där det dominerande träslaget är högresta bokar. I reservatet finns en intressant kärlväxtflora som inkluderar arter som vitskråp och skogssvingel.
Det fjärde reservatet, Åvarps fälad, är 29 hektar och även klassat som Natura 2000-område. Reservatet utgörs av en enefälad med en artrik flora samt flera sällsynta insekter och svampar. Förutom enefälad och öppna marker finns även blandlövskog i reservatet.

### Administrativ indelning
Fram till 2016 var kommunen för befolkningsrapportering indelad i Ekeby församling och Bjuvs församling.

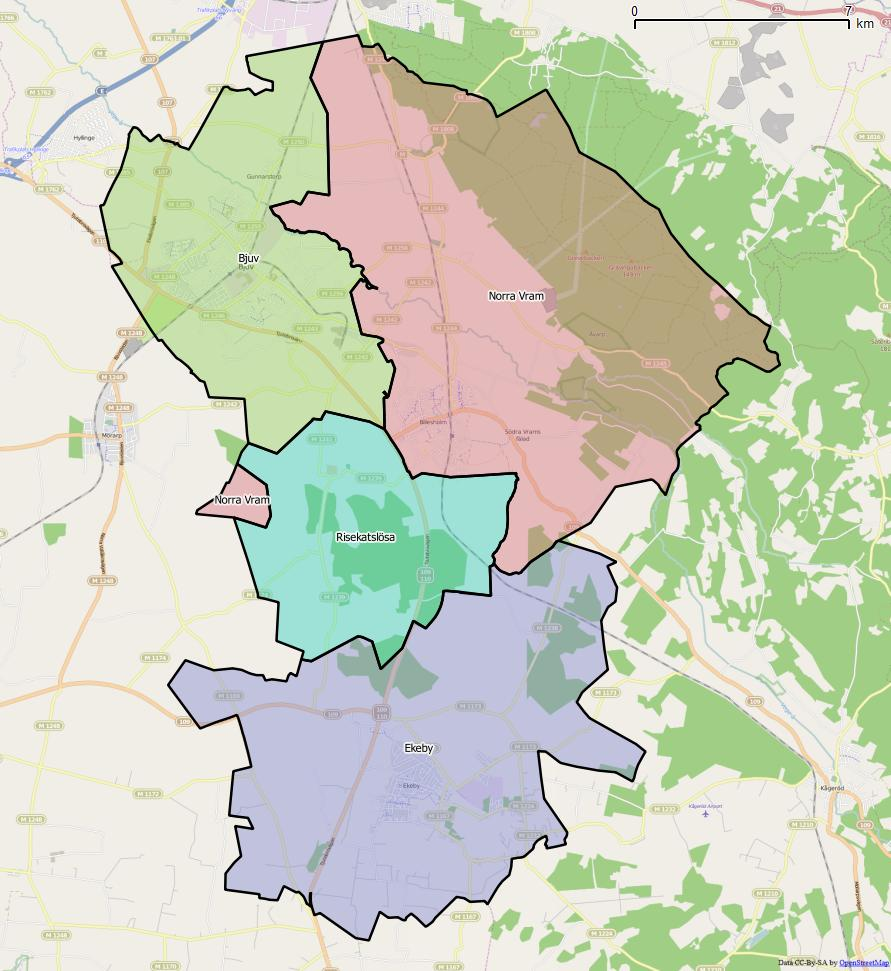
Distrikt inom Bjuvs kommun

Från 2016 indelas kommunen istället i fyra distrikt – Bjuv, Ekeby, Norra Vram och Risekatslösa.

### Tätorter
Det finns tre tätorter i Bjuvs kommun.
I tabellen presenteras tätorterna i storleksordning per den 31 december 2018. Centralorten är i fet stil.
| Nr | Tätort        | Befolkning |
| -- | ------------- | ---------- |
| 1  | Bjuv (del av) | 10 655     |
| 2  | Ekeby         | 3 369      |
| 3  | Gunnarstorp   | 394        |

1. ↑  En mindre del av tätorten Bjuv tillhör Svalövs kommun.

## Styre och politik

### Styre
Efter valet 2018 styrdes kommunen av en minoritetskoalition bestående av Centerpartiet, Kristdemokraterna, Liberalerna och Socialdemokraterna. Men efter att Sverigedemokraternas budget, med stöd av Moderaterna, röstades igenom hösten 2019 valde Socialdemokraterna att från årsskiftet lämna ordförandeposterna i nämnder och styrelser och gå i opposition. Därefter styrs kommunen genom en samverkan mellan Sverigedemokraterna, Moderaterna och den enskilda liberala ledamoten Sven-Ingvar Blixt.
| År        | Partier | Partier | Partier | Partier | Partier | Partier |
| --------- | ------- | ------- | ------- | ------- | ------- | ------- |
| 1994-1998 | S       |         |         |         |         |         |
| 1998-2002 | S       | V       |         |         |         |         |
| 2002-2006 | S       |         |         |         |         |         |
| 2006-2010 | S       | V       |         |         |         |         |
| 2010-2014 | S       | V       |         |         |         |         |
| 2014-2018 | S       | V       | C       | L       |         |         |
| 2018-2020 | S       | V       | C       | L       | KD      |         |
| 2020-     | SD      | M       |         |         |         |         |

### Kommunfullmäktige

#### Presidium
| Presidium 2022–2026    | Presidium 2022–2026 | Presidium 2022–2026           |
| ---------------------- | ------------------- | ----------------------------- |
| Ordförande             | SD                  | Pia Trollehjelm               |
| Förste vice ordförande | M                   | Ann-Charlotte Hammar Johnsson |
| Andre vice ordförande  | S                   | Christer Landin               |

#### Mandatfördelning 1970–2022
| 24 | 11 |

| 31 |

|  | 25 | 9 | 3 | 3 |

| 32 | 9 |

|  | 24 | 8 | 4 | 4 |

| 30 | 11 |

|  | 24 | 6 | 4 | 6 |

| 31 | 10 |

|  | 25 | 5 | 2 | 8 |

| 31 | 10 |

|  | 24 | 4 | 5 | 7 |

| 30 | 11 |

| 2 | 24 |  | 4 | 4 | 6 |

| 26 | 15 |

|  | 19 |  |  | 2 | 4 | 3 | 2 | 8 |

| 24 | 17 |

|  | 26 |  |  | 3 | 2 | 7 |

| 24 | 17 |

| 2 | 15 |  | 2 | 2 |  | 2 | 6 |

| 18 | 13 |

| 2 | 16 | 2 | 2 | 2 | 2 | 5 |

| 20 | 11 |

|  | 15 | 5 | 2 |  |  | 6 |

| 21 | 10 |

|  | 13 |  | 6 |  |  |  | 7 |

| 21 | 10 |

|  | 14 |  | 4 |  | 2 |  |  | 6 |

| 18 | 13 |

|  | 11 | 11 |  |  |  | 5 |

| 19 | 12 |

|  | 10 | 13 |  |  | 5 |

| 20 | 11 |

### Nämnder

#### Kommunstyrelse
Kommunstyrelsens ordförande är kommunens enda heltidsarvoderade kommunalråd. Dess andre vice ordförande är kommunens oppositionsråd.
| Presidium 2022–2026    | Presidium 2022–2026 | Presidium 2022–2026 |
| ---------------------- | ------------------- | ------------------- |
| Ordförande             | SD                  | Mikael Henrysson    |
| Förste vice ordförande | SD                  | Kenneth Bolinder    |
| Andre vice ordförande  | S                   | Ulrika Thulin       |

Källa:

#### Övriga nämnder
| Nämnd                      | Ordförande | Ordförande       | 1:e Vice ordförande | 1:e Vice ordförande | 2:e Vice ordförande | 2:e Vice ordförande |
| -------------------------- | ---------- | ---------------- | ------------------- | ------------------- | ------------------- | ------------------- |
| Utbildningsnämnden         | SD         | Kenneth Bolinder | M                   | Andrej Schönbeck    | S                   | Bo Blixt            |
| Socialnämnden              | SD         | Baloo Engström   | M                   | Linda Farrelly      | S                   | Anders Månsson      |
| Bygg- och miljönämnden     | SD         | Kalle Holm       | M                   | Jörgen Johnsson     | S                   | Kai Christiansen    |
| Kultur- och fritidsnämnden | M          | Linda Farrelly   | SD                  | Kalle Holm          | S                   | Bo Hallqvist        |
| Servicenämnden             | SD         | Pia Trollehjelm  | M                   | Mathias Åkesson     | S                   | Liselott Ljung      |
| Valnämnden                 | M          | Andrej Schönbeck | SD                  | Christel Hedlund    | S                   | Anders Ljung        |

Källa:

## Ekonomi och infrastruktur

### Näringsliv
På 1860-talet kom industrialiseringen i Bjuvs  kommun på allvar igång genom uppstartandet av stenkolsbrytningen. Parallellt växte gruvsamhällena Bjuv, Billesholm, Gunnarstorp och Skromberga (Ekeby) fram. Under åren 1860–1930 öppnades sammanlagt ett 30-tal schakt. För tillverkning av eldfast tegel och lervaror utnyttjades tidigt den eldfasta leran. Konkurrenssituationen med importerat kol gjorde från 1930-talet att den ena gruvan efter den andra lades ned. Ett schakt kvarstod dock fram till 1979, vars kol användes vid den egna chamottebränningen. I början av 2020-talet domineras Bjuvs näringsliv av tillverknings- och byggindustrin, vilka stod för 40 procent arbetstillfällena i kommunen. Findus Sverige AB var under många år kommunens största arbetsgivare, 2017 lades dock företagets fabrik i Bjuv ned. Bland återstående arbetsgivare i kommunen märktes Saint-Gobain Isover AB (isoleringsmaterial), Siwertell AB (lastnings- och lossningsutrustning för bulkfartyg), CC Höganäs Byggkeramik AB (kakel och klinker)  samt Höganäs Borgestad AB (eldfast tegel). Därtill återfanns ett antal mindre verkstadsföretag, så som tillverkning av rostfritt stål.

### Infrastruktur

#### Transporter
Kommunen genomkorsas av länsväg 110 som ansluter till Europaväg 4 och Europaväg 6/20. I nordväst går länsväg 107 och länsväg 109 ansluter till länsväg 110 i centrala delen av kommunen. Den södra sträckningen av järnvägen Helsingborg–Åstorp ligger vid centralorten. 
Som en följd av stenkolsbrytningen fick området järnväg 1875, linjen Helsingborg-Hässleholm med stationer i Bjuv och Gunnarstorp. År 1876 tillkom linjen Landskrona-Åstorp som 1896 införlivades i Västkustbanan med stationer i Ekeby, Billesholm och N Vram. År 1876 tillkom också linjen Malmö-Billesholm. Därtill har det också funnits järnvägsförbindelse mellan Bjuv-Hyllinge och Bjuv-Billesholm. Således blev Billesholms samhälle en järnvägsknutpunkt. År 1960 lades järnvägssträckan Landskrona-Billesholm ned, vilken delvis har omvandlats till bilväg (länsväg 110).

## Befolkning

### Demografi

#### Befolkningsutveckling
| Befolkningsutvecklingen i Bjuvs kommun 1970–2020                                                                | Befolkningsutvecklingen i Bjuvs kommun 1970–2020 | Befolkningsutvecklingen i Bjuvs kommun 1970–2020 | Befolkningsutvecklingen i Bjuvs kommun 1970–2020 | Befolkningsutvecklingen i Bjuvs kommun 1970–2020 |
| --- | ------------------------------------------------ | ------------------------------------------------ | ------------------------------------------------ | ------------------------------------------------ |
| |                                                  |                                                  |                                                  |                                                  |
| År |                                                  |                                                  | Folkmängd                                        |                                                  |
| 1970 | 1970                                             |                                                  | 13 228                                           |                                                  |
| 1975 | 1975                                             |                                                  | 14 192                                           |                                                  |
| 1980 | 1980                                             |                                                  | 14 672                                           |                                                  |
| 1985 | 1985                                             |                                                  | 14 107                                           |                                                  |
| 1990 | 1990                                             |                                                  | 14 297                                           |                                                  |
| 1995 | 1995                                             |                                                  | 14 199                                           |                                                  |
| 2000 | 2000                                             |                                                  | 13 705                                           |                                                  |
| 2005 | 2005                                             |                                                  | 14 007                                           |                                                  |
| 2010 | 2010                                             |                                                  | 14 841                                           |                                                  |
| 2015 | 2015                                             |                                                  | 14 962                                           |                                                  |
| 2020 | 2020                                             |                                                  | 15 697                                           |                                                  |
| Anm: Uppgifterna avser förhållandena den 31 december enligt den kommunala indelningen den 1 januari året efter. |                                                  |                                                  |                                                  |                                                  |

#### Utländsk bakgrund
Den 31 december 2015 utgjorde antalet invånare med utländsk bakgrund (utrikes födda personer samt inrikes födda med två utrikes födda föräldrar) 4 090, eller 27,34 % av befolkningen (hela befolkningen: 14 962 den 31 december 2015). Den 31 december 2002 utgjorde antalet invånare med utländsk bakgrund enligt samma definition 2 499, eller 18,28 % av befolkningen (hela befolkningen: 13 674 den 31 december 2002).

#### Invånare efter de vanligaste födelseländerna
Den 31 december 2015 utgjorde folkmängden i Bjuvs kommun 14 962 personer. Av dessa var 3 154 personer (21,08 %) födda i ett annat land än Sverige. I denna tabell har de nordiska länderna samt de 12 länder med flest antal utrikes födda (i hela riket) tagits med. En person som inte kommer från något av de här 17 länderna har istället av Statistiska centralbyrån förts till den världsdel som födelselandet tillhör.
| Födelseland      | Födelseland                       | Födelseland |
| ---------------- | --------------------------------- | ----------- |
| 31 december 2015 |                                   |             |
| 1                | Sverige                           | 11 808      |
| 2                | Europeiska unionen: Övriga länder | 647         |
| 3                | Danmark                           | 423         |
| 4                | / SFR Jugoslavien/FR Jugoslavien  | 380         |
| 5                | Asien: Övriga länder              | 300         |
| 6                | Polen                             | 272         |
| 7                | Europa utom EU: Övriga länder     | 207         |
| 8                | Syrien                            | 164         |
| 9                | Finland                           | 162         |
| 10               | Irak                              | 104         |
| 11               | Thailand                          | 93          |
| 12               | Tyskland                          | 72          |
| 13               | Afrika: Övriga länder             | 56          |
| 14               | Bosnien och Hercegovina           | 54          |
| 15               | Turkiet                           | 50          |
| 16               | Norge                             | 43          |
| 17               | Afghanistan                       | 34          |
| 18               | Sydamerika                        | 23          |
| 19               | Iran                              | 18          |
| 19               | Nordamerika                       | 18          |
| 21               | Sovjetunionen                     | 8           |
| 22               | Island                            | 6           |
| 22               | Somalia                           | 6           |
| 24               | Eritrea                           | 5           |
| 24               | Oceanien                          | 5           |
| 26               | Okänt födelseland                 | 4           |

## Kultur

### Kulturarv
Under hela förhistorien förefaller Bjuvs kommun ha varit ett marginalområde. Det finns enligt Länsstyrelsen "extremt få förhistoriska lämningar". Dessa förefaller varit enstaka uppodlingsförsök från en angränsande centralbygd, givet de stora tidsskillnaderna mellan dem. Bland de mer kända lämningarna återfinns långdösen i Risekatslösa socken från yngre stenålderns begynnande bondekultur och älvkvarnarna eller skålgroparna härröra i Norra Vrams socken från bronsåldern. Fornlämningar från järnåldern är begränsade men ortnamnsskick och medeltidskyrkor visar ändå på att det måste funnits fast bebyggelse vid övergången mellan vikingatid och medeltid.

### Kommunsymboler

#### Kommunvapen
Blasonering: I svart fält en stolpe av silver, belagd med ett svart gruvbloss med röd låga.
Svart för stenkol, silver för gruvgång och facklan för ett gruvbloss. Vapnet antogs för Bjuvs köping 1955 och registrerades för Bjuvs kommun i PRV 1974.

#### Kommunfågel

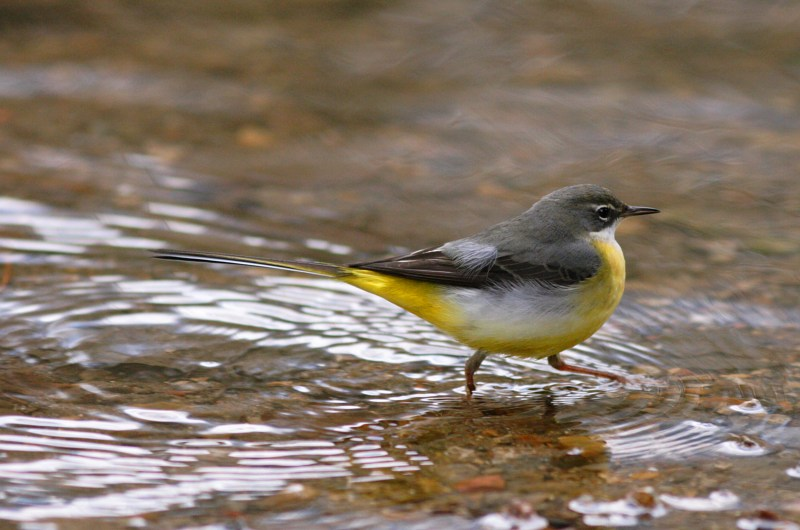

Forsärlan är Bjuvs kommunfågel.